# ビオネクトリア科
ビオネクトリア科(Bionectriaceae)はフンタマカビ綱、ボタンタケ目に属する菌類の科。

## 特徴
ボタンタケ目の全般的な特徴に加えて、有性世代で生じる子嚢殻が白・黄・橙・茶色などの色調で、水酸化カリウムや乳酸に浸しても変色しない。

## 学名
ビオネクトリア科はもともと有性世代に対して命名されたものである。タイプ属はBionectria Speg. (1919)であるが、対応する無性世代のClonostachys Corda (1839)のシノニムとみなされる。このため実質的にClonostachysをタイプとする科名としてスピカリア科 Spicariaceae Nann. (1934)が先名権を持つが、科名としてはビオネクトリア科を保存名とすべきだと提案されている。

## 下位分類
2014年末の時点で編纂されたOutline of Sordariomycetesによると以下の属が含まれる。
- Acremonium
- Anthonectria
- Aphanotria
- Battarrina
- Clonostachys
- Bryocentria
- Clibanites
- Didymostilbe
- Dimerosporiella
- Gliomastix
- Globonectria
- Gracilistilbella
- Halonectria
- Heleococcum
- Hydropisphaera
- Ijuhya
- Lasionectria
- Mycocitrus
- Nectriella
- Nectriopsis
- Ochronectria
- Ovicuculospora
- Paranectria
- Peristomialis
- Pronectria
- Protocreopsis
- Rhopalocladium
- Roumegueriella
- Selinia
- Spicellum
- Stephanonectria
- Stilbocrea
- Stromatocrea
- Stromatonectria
- Trichonectria
- Vesicladiella
- Verrucostoma
- Virgatospora

## 歴史
分子系統解析に基づき、1999年にニクザキン科を分割して設立された。